# Prestatyn Town
Prestatyn Town (offiziell: Prestatyn Town Football Club) ist ein Fußballverein aus der walisischen Stadt Prestatyn aus dem Landkreis Denbighshire, der aktuell in der Welsh Football League First Division, der zweithöchsten walisischen Spielklasse, spielt.

## Geschichte
Der Verein wurde 1910 gegründet. In den 1990ern und frühen 2000er-Jahren spielte Prestatyn fast ausschließlich in der dritthöchsten walisischen Liga, der Welsh Alliance League. 2006 gelang dann erstmals der Aufstieg in die zweitklassige Cymru Alliance, in der man gleich im zweiten Jahr den nächsten Aufstieg in die League of Wales schaffte.
Nach einer eher schwachen ersten Saison 2008/09, die man auf Platz 15 von damals noch 18 Mannschaften beendete, waren die Platzierungen Prestatyns in den folgenden Jahren immer einstellig. 2012/13 wurde mit Platz 5 der bisher beste Tabellenplatz erreicht. Außerdem erreichte Prestatyn Town erstmals in der Vereinsgeschichte das Pokalendspiel. Im Finale des Welsh Cups bezwangen sie Bangor City und errangen damit den ersten Vereinstitel. Gleichzeitig qualifizierte sich die Mannschaft durch den Erfolg für die UEFA Europa League 2013/14. 2014/15 wurde Prestatyn Letztplatzierter und steig in die zweite Liga ab.

## Größte Erfolge
- Walisischer Pokalsieger: 2013
- Meister der Cymru Alliance (2. Liga): 2008
- Meister der Welsh Alliance League (3. Liga): 2006

## Europapokalbilanz
| Saison  | Wettbewerb         | Runde                  | Gegner                | Gesamt          | Hin     | Rück          |
| ------- | ------------------ | ---------------------- | --------------------- | --------------- | ------- | ------------- |
| 2013/14 | UEFA Europa League | 1. Qualifikationsrunde | FK Liepājas Metalurgs | 3:3 (3:4 i. E.) | 1:2 (H) | 2:1 n. V. (A) |

Gesamtbilanz: 2 Spiele, 1 Sieg, 1 Niederlage, 3:3 Tore (Tordifferenz ±0)